# Dessin humoristique

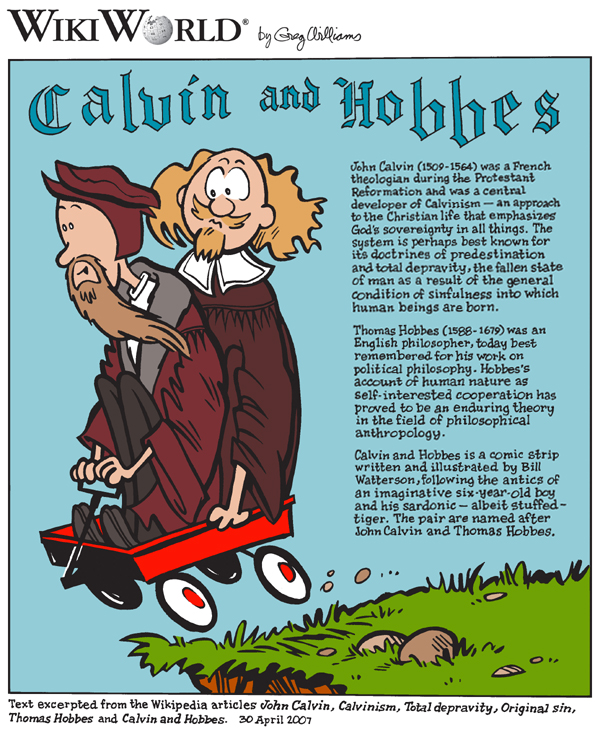
Dans ce dessin humoristique les personnages Calvin et Hobbes (en réalité un enfant et un tigre en peluche) sont remplacés par des caricatures représentant les vrais Calvin et Hobbes.

Un dessin humoristique est un dessin qui, avec ou sans texte ajouté, et surtout par l'humour, la satire ou le trait d'esprit, prétend éveiller le spectateur à un certain degré d'émotion ou de réflexion et faire rire. Ces dessins apparaissent majoritairement dans la presse ou sur internet, très souvent dans un but critique ou politique, portant sur des sujets du quotidien ou de l'actualité et sont, pour la plupart, les créations de dessinateurs de presse spécialisés. Le Chat, du dessinateur Philippe Geluck, est, dans le monde francophone, un exemple très connu de dessin humoristique.

## Histoire
Vers la fin du Moyen Âge, en Europe des dessins effectués en marges des codices représentaient des drôleries tels que par exemple un combat de chevaliers contre des escargots. 
En ce qui concerne l'époque contemporaine, le dessin humoristique est apparu dans le monde anglo-saxon, au cours de la première moitié du XIXe siècle. Très vite, dans ces pays de langue anglaise sont apparus les termes cartoon (pour les « dessins uniques », à une seule case) et plus tard cartoon strip, comic strip ou strip, ce dernier type correspondant aux dessins se déroulant sur quelques cases et ayant donné naissance par la suite à ce qui de nos jours est appelé l'art de la bande dessinée. Plus tard, courant le XXe siècle et surtout aux États-Unis, le mot cartoon fut aussi utilisé pour désigner les dessins animés. L'anglicisme cartoon est pour cette raison de nos jours utilisé en langue française pour se référer à un type particulier de dessin animé, propre à un certain style et à une certaine époque des États-Unis (voir cartoon).
Le mot cartoon vit le jour dans les années 1840 dans le magazine Punch, au sujet de parodies de fresques de l'Abbaye de Westminster.
Le dessinateur Peter Arno est parfois considéré comme le père du dessin humoristique moderne. Parmi d'autres auteurs pionniers dans des magazines reconnus se trouvent des artistes tels que Charles Addams, Charles Barsotti et Chon Day. Des dessinateurs comme Bill Hoest, Jerry Marcus ou Virgil Partch connurent leurs débuts dans le dessin humoristique, dans la presse, pour ensuite devenir de vrais journalistes professionnels.

## Citation
« Un dessin réussi prête à rire. Quand il est vraiment réussi, il prête à penser. S’il prête à rire et à penser, alors c’est un excellent dessin. Mais le meilleur dessin prête à rire, penser et déclenche une forme de honte. Le lecteur éprouve de la honte d’avoir pu rire d’une situation grave. Ce dessin est alors magnifique car c’est celui qui reste. » (Tignous)